# Stackars Tom
Stackars Tom är en svensk miniserie från 2002, regisserad av Kjell-Åke Andersson. Serien hade premiär i Sveriges Television den 19 november 2002.
Jacob är sjuk i aids och han ber sin granne Lena att ta kontakt med sonen Tom för att berätta nyheten. Tom har inte haft någon kontakt med sin pappa på flera år. Lena berättar att hans pappa alltid haft en dröm att bygga en landningsbana för änglarna men Tom fnyser åt idén.

## Rollista (urval)
- Joakim Nätterqvist – Tom
- Niklas Falk – Jacob
- Frida Hallgren – Lena
- Jacob Ericksson – Kex
- Camilla Larsson – Jenny
- Benjamin Laustiola – Timo
- Magnus Schmitz – Petter
- Jimmy Endeley – Amir
- Mattias Silvell – Jonte
- Rolf Skoglund – G-son
- Malin Morgan – Anita
- Gunilla Abrahamsson – Kerstin